# Burcanismo
Burcanismo ou Ak Jang (em altai:  Ак јаҥ) é um novo movimento religioso que floresceu entre os povos indígenas da região (okrug) da República de Altai, na Rússia, entre os anos de 1904 e 1930. A Rússia czarista tinha questões com o movimento, em relação ao potencial de movimentação de sentimentos de unificação dos povos túrquicos da região.
Em uma análise geral, o movimento Burcanista se apresentou como um fenômeno de sincretismo religioso, combinando elementos de crenças pré-xamanistas, xamanistas, Lamaístas (budismo tibetano) e cristãs ortodoxa. De acordo com L. Sherstova, professor da Universidade Estadual de Tomsk, o burcanismo surgiu em resposta às necessidades de um novo "povo" - os Altai-kizhi, ou Altaianos, que queriam se distinguir de tribos próximas e relacionadas, e por quem o burcanismo se tornou uma forma religiosa de sua identidade étnica.

## Origem do nome
Uma das deidades Burcanistas é Ak-Burkhan, ou "Burkhan Branco". Burkhan significa "deus" ou "buda" nas línguas mongólicas e, entretanto, o burcanismo não é considerado budista, pois o termo também é usado em nomenclaturas relacionadas ao xamanismo. Por exemplo, nas práticas xamanistas da Mongólia, o nome da montanha mais sagrada, a suposta cidade natal e lugar de descanso de Genghis Khan, é chamada de Burkhan Khaldun. Ak-Burkhan é apenas uma parte de um panteão de divindades adoradas pelos burcanistas, mas fornece o nome da religião em russo e as adaptações para outros idiomas.
O nome altaico para a religião é Ak Jang ("fé branca"). "Branca" refere-se à sua ênfase no mundo superior, dentro da cosmologia dos três mundos do Tengriismo. Em alternativa, o nome também pode aludir à substitução substituídos por oferendas de leite de égua fresco, branco, ou fermentado (de forma a se tornar alcoólico), no lugar do sacrifício dos animais. "Jang" significa  fé, autoridade, costume, lei ou princípio, e regras. Em contextos mais coloquiais, o termo pode ser utilizado para se referir a uma "maneira de fazer as coisas", e é usado em referência à religiões e também sistemas políticos e econômicos.

## História
Em abril de 1904, Chet Chelpan e sua filha adotiva Chugul Sarok Chandyk relataram visões de um cavaleiro vestido de branco montando um cavalo branco. Esta figura, a quem chamavam de Ak-Burkhan, supostamente anunciava a iminente chegada do mítico herói messiânico Oirat Khan, que foi, na verdade, uma figura histórica—o príncipe Amursana, príncipe Oirate. Chet e Chugul reuniram milhares de altaianos para reuniões de oração, no vale Tereng; essas reuniões eram violentamente oprimidas por russos, que receavam a competição com a igreja ortodoxa. Chet e Chugul foram presos; Chugul foi solta brevemente depois, e Chet foi exonerado pelo tribunal e solto em 1906.
os, é fornecido em Sherstova dissertação a partir da década de 1980.
A motivação principal para o fortalecimento de uma religião étnica foi o medo da desapropriação e deslocamento do povo Altaiano por colonizadores russos, Russificação, e o fato de poderem ficar sujeitos à tributação e ao serviço militar obrigatório da mesma forma que os camponeses russos.